# لوئیس فنینگر
لوئیس فنینگر (انگلیسی: Louis Pfenninger؛ زادهٔ ۱ نوامبر ۱۹۴۴) دوچرخه‌سوار اهل سوئیس است.